# Denny Méndez

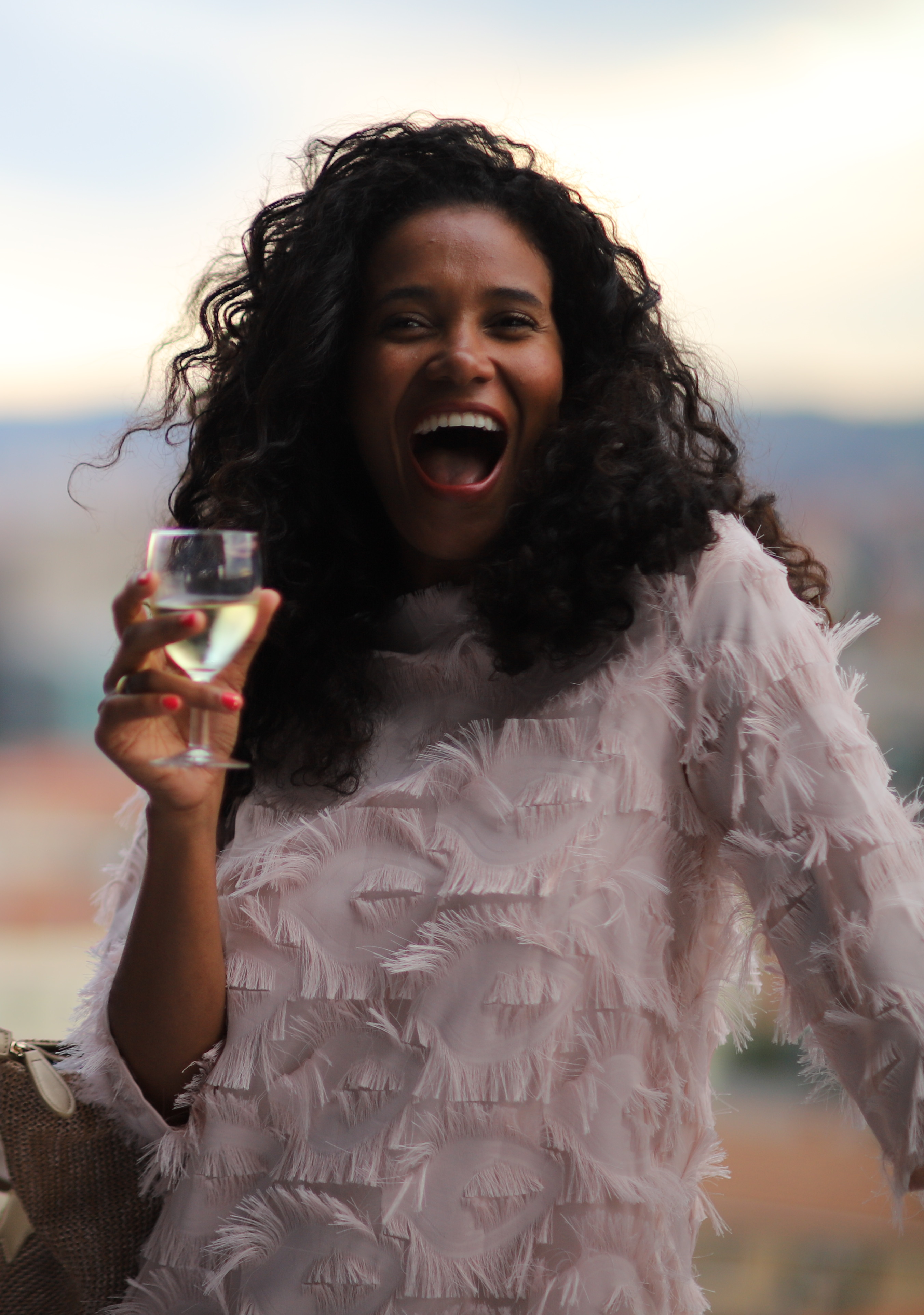
Denny Mendez w 2018 roku.

Denny Méndez (ur. 20 lipca 1978 w Santo Domingo) – Miss Włoch 1996. Była pierwszą czarnoskórą, która zdobyła tytuł Miss Włoch.

## Biografia
Urodziła się w Santo Domingo 20 lipca 1978 roku. W wieku 11 lat przeprowadziła się do Włoch, aby zamieszkać w Montecatini Terme. Od 16 roku życia brała udział w pokazach mody organizowanych przez firmy odzieżowe. W 1996 roku zdobyła tytuł Miss Italia w Salsomaggiore Terme i zajęła czwarte miejsce w konkursie Miss Universe 1997. Rozpoczęła karierę jako profesjonalna modelka, a później jako aktorka, po nauce u Francesci De Sapio w Teatrze Duse w Rzymie. W 2003 roku zagrała w filmie „The Hum of Flies” oraz w „Chiaroscuro” wraz z Nino Manfredim. Od 2003 do 2005 roku była w obsadzie opery mydlanej Un posto al sole, w roli Barbary Cifariello, za którą zdobyła nagrodę „Arechi d'oro” na Salerno Film Festival. Zagrała epizodyczną rolę w filmie Ocean's Twelve (2004).

### Życie prywatne
9 września 2016 r. w Los Angeles wraz ze swoim partnerem, Oscarem Generale, powitała na świecie córkę, którą nazwali India Nayara.